# Mistrzostwa Europy w Piłce Nożnej 2008 (składy)
Mistrzostwa Europy w Piłce Nożnej 2008 – składy uczestników:

## Grupa A

### Czechy
Trener:  Karel Brückner (ur. 13 listopada 1939)
| Nr | Pozycja | Zawodnik          | Data urodzenia       | Mecze | Bramki | Klub                |
| -- | ------- | ----------------- | -------------------- | ----- | ------ | ------------------- |
| 1  | BR      | Petr Čech         | 20 maja 1982         | 56    | 0      | Chelsea F.C.        |
| 2  | OB      | Zdeněk Grygera    | 14 maja 1980         | 50    | 1      | Juventus F.C.       |
| 3  | PM      | Jan Polák         | 15 marca 1981        | 33    | 6      | RSC Anderlecht      |
| 4  | PM      | Tomáš Galásek     | 15 stycznia 1973     | 57    | 1      | 1. FC Nürnberg      |
| 5  | PM      | Radoslav Kováč    | 27 listopada 1979    | 19    | 1      | Spartak Moskwa      |
| 6  | OB      | Marek Jankulovski | 9 maja 1977          | 62    | 10     | A.C. Milan          |
| 7  | NP      | Libor Sionko      | 1 lutego 1977        | 28    | 4      | FC København        |
| 8  | NP      | Martin Fenin      | 16 kwietnia 1987     | 5     | 0      | Eintracht Frankfurt |
| 9  | NP      | Jan Koller        | 30 marca 1973        | 85    | 52     | 1. FC Nürnberg      |
| 10 | NP      | Václav Svěrkoš    | 1 listopada 1983     | 2     | 0      | Baník Ostrava       |
| 11 | NP      | Stanislav Vlček   | 26 lutego 1976       | 8     | 0      | RSC Anderlecht      |
| 12 | OB      | Zdeněk Pospěch    | 14 grudnia 1978      | 6     | 0      | FC København        |
| 13 | OB      | Michal Kadlec     | 13 grudnia 1984      | 4     | 0      | Sparta Praga        |
| 14 | PM      | David Jarolím     | 17 maja 1979         | 13    | 1      | Hamburger SV        |
| 15 | NP      | Milan Baroš       | 28 października 1981 | 59    | 31     | Portsmouth F.C.     |
| 16 | BR      | Jaromír Blažek    | 29 grudnia 1972      | 12    | 0      | 1. FC Nürnberg      |
| 17 | PM      | Marek Matějovský  | 20 grudnia 1981      | 6     | 1      | Reading F.C.        |
| 18 | PM      | Tomáš Sivok       | 15 września 1983     | 2     | 0      | Beşiktaş JK         |
| 19 | PM      | Rudolf Skácel     | 17 lipca 1979        | 3     | 1      | Hertha BSC          |
| 20 | PM      | Jaroslav Plašil   | 5 stycznia 1982      | 31    | 2      | CA Osasuna          |
| 21 | OB      | Tomáš Ujfaluši    | 24 marca 1978        | 64    | 2      | Atlético Madryt     |
| 22 | OB      | David Rozehnal    | 5 lipca 1980         | 40    | 0      | Newcastle United    |
| 23 | BR      | Daniel Zítka      | 20 czerwca 1975      | 1     | 0      | RSC Anderlecht      |

### Portugalia
Trener:  Luiz Felipe Scolari (ur. 9 listopada 1948)
| Nr | Pozycja | Zawodnik          | Data urodzenia                     | Mecze | Bramki | Klub                |
| -- | ------- | ----------------- | ---------------------------------- | ----- | ------ | ------------------- |
| 1  | BR      | Ricardo           | 11 lutego 1976                     | 74    | 0      | Real Betis          |
| 2  | OB      | Paulo Ferreira    | 18 stycznia 1979                   | 46    | 0      | Chelsea F.C.        |
| 3  | OB      | Bruno Alves       | 25 listopada 1981                  | 10    | 1      | FC Porto            |
| 4  | OB      | José Bosingwa     | 24 lutego 1982                     | 6     | 0      | Chelsea F.C.        |
| 5  | OB      | Fernando Meira    | 5 czerwca 1978                     | 48    | 2      | VfB Stuttgart       |
| 6  | PM      | Raul Meireles     | 17 marca 1983 (                    | 8     | 0      | FC Porto            |
| 7  | NP      | Cristiano Ronaldo | 5 lutego 1985                      | 54    | 20     | Manchester United   |
| 8  | PM      | Petit             | 25 września 1976                   | 53    | 4      | SL Benfica          |
| 9  | NP      | Hugo Almeida      | 23 maja 1985                       | 8     | 2      | Werder Brema        |
| 10 | PM      | João Moutinho     | 9 września 1986                    | 12    | 0      | Sporting CP         |
| 11 | PM      | Simão             | 31 października 1979               | 60    | 14     | Atlético Madryt     |
| 12 | BR      | Quim Nuno         | 13 listopada 1975 25 stycznia 1974 | 25 0  | 0      | SL Benfica FC Porto |
| 13 | OB      | Miguel            | 4 stycznia 1980                    | 46    | 1      | Valencia CF         |
| 14 | OB      | Jorge Ribeiro     | 9 października 1981                | 8     | 0      | Boavista FC         |
| 15 | OB      | Pepe              | 26 lutego 1983                     | 2     | 0      | Real Madryt         |
| 16 | OB      | Ricardo Carvalho  | 18 maja 1978                       | 42    | 4      | Chelsea F.C.        |
| 17 | PM      | Ricardo Quaresma  | 26 września 1983                   | 20    | 2      | FC Porto            |
| 18 | PM      | Miguel Veloso     | 11 maja 1986                       | 5     | 0      | Sporting CP         |
| 19 | PM      | Nani              | 17 listopada 1986                  | 12    | 1      | Manchester United   |
| 20 | PM      | Deco              | 27 sierpnia 1977                   | 52    | 3      | FC Barcelona        |
| 21 | NP      | Nuno Gomes        | 5 lipca 1976                       | 68    | 28     | SL Benfica          |
| 22 | BR      | Rui Patrício      | 15 lutego 1988                     | 0     | 0      | Sporting CP         |
| 23 | NP      | Hélder Postiga    | 2 sierpnia 1982                    | 31    | 10     | FC Porto            |

### Szwajcaria
Trener:  Jakob Kuhn (ur. 12 października 1943)
| Nr | Pozycja | Zawodnik             | Data urodzenia      | Mecze | Bramki | Klub                |
| -- | ------- | -------------------- | ------------------- | ----- | ------ | ------------------- |
| 1  | BR      | Diego Benaglio       | 8 września 1983     | 11    | 0      | VfL Wolfsburg       |
| 2  | OB      | Johan Djourou        | 18 stycznia 1987    | 17    | 1      | Arsenal F.C.        |
| 3  | OB      | Ludovic Magnin       | 20 kwietnia 1979    | 49    | 3      | VfB Stuttgart       |
| 4  | OB      | Philippe Senderos    | 14 lutego 1985      | 27    | 3      | Arsenal F.C.        |
| 5  | OB      | Stephan Lichtsteiner | 16 stycznia 1984    | 11    | 0      | Lille OSC           |
| 6  | PM      | Benjamin Huggel      | 7 czerwca 1977      | 24    | 0      | FC Basel            |
| 7  | PM      | Ricardo Cabanas      | 17 stycznia 1979    | 49    | 4      | Grasshoppers Zurych |
| 8  | PM      | Gökhan İnler         | 27 czerwca 1984     | 16    | 1      | Udinese Calcio      |
| 9  | NP      | Alexander Frei       | 15 lipca 1979       | 58    | 33     | Borussia Dortmund   |
| 10 | NP      | Hakan Yakın          | 22 lutego 1977      | 65    | 15     | BSC Young Boys      |
| 11 | NP      | Marco Streller       | 18 czerwca 1981     | 27    | 11     | FC Basel            |
| 12 | NP      | Eren Derdiyok        | 18 czerwca 1988     | 3     | 1      | FC Basel            |
| 13 | OB      | Stéphane Grichting   | 30 marca 1979       | 17    | 0      | AJ Auxerre          |
| 14 | PM      | Daniel Gygax         | 28 sierpnia 1981    | 33    | 5      | FC Metz             |
| 15 | PM      | Gelson Fernandes     | 2 września 1986     | 7     | 0      | Manchester City     |
| 16 | PM      | Tranquillo Barnetta  | 22 maja 1985        | 32    | 6      | Bayer 04 Leverkusen |
| 17 | OB      | Christoph Spycher    | 30 marca 1978       | 38    | 0      | Eintracht Frankfurt |
| 18 | BR      | Pascal Zuberbühler   | 8 stycznia 1971     | 50    | 0      | Neuchâtel Xamax     |
| 19 | PM      | Valon Behrami        | 19 kwietnia 1985    | 15    | 2      | S.S. Lazio          |
| 20 | OB      | Patrick Müller       | 17 grudnia 1976     | 77    | 3      | Olympique Lyon      |
| 21 | BR      | Eldin Jakupović      | 2 października 1984 | 0     | 0      | Grasshoppers Zurych |
| 22 | PM      | Johan Vonlanthen     | 1 lutego 1986       | 29    | 5      | Red Bull Salzburg   |
| 23 | OB      | Philipp Degen        | 5 lutego 1983       | 29    | 0      | Borussia Dortmund   |

### Turcja
Trener:  Fatih Terim (ur. 14 września 1953)
| Nr | Pozycja | Zawodnik             | Data urodzenia       | Mecze | Bramki | Klub               |
| -- | ------- | -------------------- | -------------------- | ----- | ------ | ------------------ |
| 1  | BR      | Rüştü Reçber         | 10 maja 1973         | 117   | 0      | Beşiktaş JK        |
| 2  | OB      | Servet Çetin         | 17 marca 1981        | 28    | 1      | Galatasaray SK     |
| 3  | OB      | Hakan Balta          | 23 marca 1983        | 8     | 2      | Galatasaray SK     |
| 4  | OB      | Gokhan Zan           | 7 września 1981      | 20    | 0      | Beşiktaş JK        |
| 5  | PM      | Emre Belözoğlu       | 7 września 1980      | 56    | 4      | Newcastle United   |
| 6  | PM      | Mehmet Topal         | 3 marca 1986         | 5     | 0      | Galatasaray SK     |
| 7  | PM      | Mehmet Aurélio       | 15 grudnia 1977      | 19    | 1      | Fenerbahçe SK      |
| 8  | NP      | Nihat Kahveci        | 23 listopada 1979    | 53    | 15     | Villarreal CF      |
| 9  | NP      | Semih Şentürk        | 29 kwietnia 1983     | 4     | 0      | Fenerbahçe SK      |
| 10 | NP      | Gökdeniz Karadeniz   | 11 stycznia 1980     | 48    | 6      | Rubin Kazań        |
| 11 | PM      | Tümer Metin          | 14 października 1974 | 23    | 7      | Fenerbahçe SK      |
| 12 | BR      | Tolga Zengin         | 10 października 1983 | 2     | 0      | Trabzonspor        |
| 13 | OB      | Emre Güngör          | 1 sierpnia 1984      | 2     | 0      | Galatasaray SK     |
| 14 | PM      | Arda Turan           | 30 stycznia 1987     | 19    | 1      | Galatasaray SK     |
| 15 | OB      | Emre Aşık            | 13 grudnia 1973      | 27    | 0      | BB Ankaraspor      |
| 16 | OB      | Uğur Boral           | 14 kwietnia 1982     | 9     | 0      | Fenerbahçe SK      |
| 17 | PM      | Tuncay Şanlı         | 16 stycznia 1982     | 54    | 14     | Middlesbrough F.C. |
| 18 | PM      | Colin Kâzım-Richards | 26 sierpnia 1986     | 4     | 0      | Fenerbahçe SK      |
| 19 | PM      | Ayhan Akman          | 23 lutego 1977       | 10    | 1      | Galatasaray SK     |
| 20 | OB      | Sabri Sarıoğlu       | 26 lipca 1984        | 15    | 1      | Galatasaray SK     |
| 21 | NP      | Mevlüt Erdinç        | 19 stycznia 1982     | 4     | 0      | FC Sochaux         |
| 22 | PM      | Hamit Altıntop       | 8 grudnia 1982       | 41    | 2      | Bayern Monachium   |
| 23 | BR      | Volkan Demirel       | 27 października 1981 | 20    | 0      | Fenerbahçe SK      |

## Grupa B

### Austria
Trener:  Josef Hickersberger (ur. 27 kwietnia 1948)
| Nr | Pozycja | Zawodnik           | Data urodzenia (wiek)     | Mecze | Bramki | Klub                |
| -- | ------- | ------------------ | ------------------------- | ----- | ------ | ------------------- |
| 1  | BR      | Alex Manninger     | 4 czerwca 1977 (31)       | 26    | 0      | AC Siena            |
| 2  | OB      | Joachim Standfest  | 30 maja 1980 (28)         | 29    | 2      | Austria Wiedeń      |
| 3  | OB      | Martin Stranzl     | 16 czerwca 1980 (27)      | 43    | 2      | Spartak Moskwa      |
| 4  | OB      | Emanuel Pogatetz   | 16 stycznia 1983 (25)     | 26    | 1      | Middlesbrough F.C.  |
| 5  | PM      | Christian Fuchs    | 7 kwietnia 1986 (22)      | 16    | 0      | SV Mattersburg      |
| 6  | PM      | René Aufhauser     | 21 czerwca 1976 (31)      | 49    | 10     | Red Bull Salzburg   |
| 7  | PM      | Ivica Vastić       | 29 września 1969 (38)     | 46    | 12     | Austria Wiedeń      |
| 8  | PM      | Christoph Leitgeb  | 14 kwietnia 1985 (23)     | 18    | 0      | Red Bull Salzburg   |
| 9  | NP      | Roland Linz        | 9 sierpnia 1981 (26)      | 29    | 5      | SC Braga            |
| 10 | PM      | Andreas Ivanschitz | 15 października 1983 (24) | 37    | 6      | Panathinaikos AO    |
| 11 | PM      | Ümit Korkmaz       | 17 września 1985 (22)     | 1     | 0      | Rapid Wiedeń        |
| 12 | OB      | Ronald Gërçaliu    | 12 lutego 1986 (22)       | 10    | 0      | Austria Wiedeń      |
| 13 | OB      | Markus Katzer      | 11 grudnia 1979 (28)      | 10    | 0      | Rapid Wiedeń        |
| 14 | OB      | György Garics      | 8 marca 1984 (24)         | 11    | 1      | SSC Napoli          |
| 15 | OB      | Sebastian Prödl    | 21 czerwca 1987 (20)      | 8     | 2      | Sturm Graz          |
| 16 | OB      | Jürgen Patocka     | 30 lipca 1977 (30)        | 2     | 0      | Rapid Wiedeń        |
| 17 | OB      | Martin Hiden       | 11 marca 1973 (35)        | 48    | 1      | FC Kärnten          |
| 18 | NP      | Roman Kienast      | 29 marca 1984 (24)        | 6     | 1      | Ham-Kam             |
| 19 | PM      | Jürgen Säumel      | 8 września 1984 (23)      | 9     | 0      | Sturm Graz          |
| 20 | NP      | Martin Harnik      | 10 czerwca 1987 (20)      | 7     | 1      | Werder Brema        |
| 21 | BR      | Jürgen Macho       | 24 sierpnia 1977 (30)     | 13    | 0      | AEK Ateny           |
| 22 | NP      | Erwin Hoffer       | 14 kwietnia 1987 (21)     | 2     | 0      | Rapid Wiedeń        |
| 23 | BR      | Ramazan Özcan      | 28 czerwca 1984 (23)      | 0     | 0      | TSG 1899 Hoffenheim |

### Chorwacja
Trener:  Slaven Bilić (ur. 11 września 1968)
| Nr | Pozycja | Zawodnik         | Data urodzenia (wiek)     | Mecze | Bramki | Klub              |
| -- | ------- | ---------------- | ------------------------- | ----- | ------ | ----------------- |
| 1  | BR      | Stipe Pletikosa  | 8 stycznia 1979 (29)      | 68    | 0      | Spartak Moskwa    |
| 2  | OB      | Dario Šimić      | 12 listopada 1975 (32)    | 98    | 3      | A.C. Milan        |
| 3  | OB      | Josip Šimunić    | 18 lutego 1978 (30)       | 61    | 3      | Hertha BSC        |
| 4  | OB      | Robert Kovač     | 6 kwietnia 1974 (34)      | 73    | 0      | Borussia Dortmund |
| 5  | OB      | Vedran Ćorluka   | 5 lutego 1986 (22)        | 19    | 0      | Manchester City   |
| 6  | OB      | Hrvoje Vejić     | 8 czerwca 1977 (31)       | 2     | 0      | Tom Tomsk         |
| 7  | PM      | Ivan Rakitić     | 10 marca 1988 (20)        | 7     | 1      | FC Schalke 04     |
| 8  | PM      | Ognjen Vukojević | 20 grudnia 1983 (24)      | 4     | 1      | Dinamo Zagrzeb    |
| 9  | NP      | Nikola Kalinić   | 5 stycznia 1988 (20)      | 1     | 0      | Hajduk Split      |
| 10 | PM      | Niko Kovač       | 15 października 1971 (36) | 76    | 13     | Red Bull Salzburg |
| 11 | PM      | Darijo Srna      | 1 maja 1982 (26)          | 54    | 15     | Szachtar Donieck  |
| 12 | BR      | Mario Galinović  | 15 listopada 1976 (31)    | 2     | 0      | Panathinaikos AO  |
| 13 | PM      | Nikola Pokrivač  | 26 listopada 1985 (22)    | 1     | 0      | AS Monaco         |
| 14 | PM      | Luka Modrić      | 9 września 1985 (22)      | 25    | 3      | Tottenham Hotspur |
| 15 | OB      | Dario Knežević   | 20 kwietnia 1982 (26)     | 6     | 1      | AS Livorno Calcio |
| 16 | PM      | Jerko Leko       | 9 kwietnia 1980 (28)      | 52    | 2      | AS Monaco         |
| 17 | NP      | Ivan Klasnić     | 29 stycznia 1980 (28)     | 29    | 8      | Werder Brema      |
| 18 | NP      | Ivica Olić       | 14 sierpnia 1979 (28)     | 53    | 9      | Hamburger SV      |
| 19 | PM      | Niko Kranjčar    | 13 sierpnia 1984 (23)     | 39    | 6      | Portsmouth F.C.   |
| 20 | NP      | Igor Budan       | 22 kwietnia 1980 (28)     | 5     | 0      | Parma F.C.        |
| 21 | NP      | Mladen Petrić    | 1 stycznia 1981 (27)      | 23    | 9      | Borussia Dortmund |
| 22 | PM      | Danijel Pranjić  | 2 grudnia 1981 (26)       | 10    | 0      | Sc Heerenveen     |
| 23 | BR      | Vedran Runje     | 9 lutego 1976 (32)        | 3     | 0      | RC Lens           |

### Niemcy
Trener:  Joachim Löw (ur. 3 lutego 1960)
| Nr | Pozycja | Zawodnik               | Data urodzenia (wiek)  | Mecze | Bramki | Klub                     |
| -- | ------- | ---------------------- | ---------------------- | ----- | ------ | ------------------------ |
| 1  | BR      | Jens Lehmann           | 10 listopada 1969 (38) | 52    | 0      | Arsenal F.C.             |
| 2  | OB      | Marcell Jansen         | 4 listopada 1986 (21)  | 19    | 1      | Bayern Monachium         |
| 3  | OB      | Arne Friedrich         | 29 maja 1979 (29)      | 55    | 0      | Hertha BSC               |
| 4  | OB      | Clemens Fritz          | 7 grudnia 1980 (27)    | 13    | 2      | Werder Brema             |
| 5  | OB      | Heiko Westermann       | 14 sierpnia 1983 (24)  | 2     | 0      | FC Schalke 04            |
| 6  | PM      | Simon Rolfes           | 21 stycznia 1982 (26)  | 9     | 0      | Bayer 04 Leverkusen      |
| 7  | PM      | Bastian Schweinsteiger | 1 sierpnia 1984 (23)   | 43    | 13     | Bayern Monachium         |
| 8  | PM      | Torsten Frings         | 22 listopada 1976 (31) | 67    | 10     | Werder Brema             |
| 9  | NP      | Mario Gómez            | 10 lipca 1985 (22)     | 3     | 1      | VfB Stuttgart            |
| 10 | NP      | Oliver Neuville        | 1 maja 1973 (35)       | 65    | 9      | Borussia Mönchengladbach |
| 11 | NP      | Miroslav Klose         | 9 czerwca 1978 (29)    | 74    | 38     | Bayern Monachium         |
| 12 | BR      | Robert Enke            | 24 sierpnia 1977 (30)  | 1     | 0      | Hannover 96              |
| 13 | PM      | Michael Ballack        | 26 września 1976 (31)  | 78    | 35     | Chelsea F.C.             |
| 14 | PM      | Piotr Trochowski       | 22 marca 1984 (24)     | 12    | 0      | Hamburger SV             |
| 15 | PM      | Thomas Hitzlsperger    | 5 kwietnia 1982 (26)   | 33    | 5      | VfB Stuttgart            |
| 16 | OB      | Philipp Lahm           | 11 listopada 1983 (24) | 39    | 4      | Bayern Monachium         |
| 17 | OB      | Per Mertesacker        | 29 września 1984 (23)  | 40    | 1      | Werder Brema             |
| 18 | PM      | Tim Borowski           | 2 maja 1980 (28)       | 31    | 2      | Werder Brema             |
| 19 | PM      | David Odonkor          | 21 lutego 1984 (24)    | 10    | 0      | Real Betis               |
| 20 | NP      | Lukas Podolski         | 4 czerwca 1985 (22)    | 46    | 25     | Bayern Monachium         |
| 21 | OB      | Christoph Metzelder    | 5 listopada 1980 (27)  | 28    | 0      | Real Madryt              |
| 22 | NP      | Kevin Kurányi          | 8 marca 1982 (26)      | 40    | 18     | FC Schalke 04            |
| 23 | BR      | René Adler             | 15 stycznia 1985 (23)  | 0     | 0      | Bayer 04 Leverkusen      |

### Polska
Trener:  Leo Beenhakker (ur. 2 sierpnia 1942)
| Nr | Pozycja | Zawodnik                             | Data urodzenia (wiek)                    | Mecze | Bramki | Klub                            |
| -- | ------- | ------------------------------------ | ---------------------------------------- | ----- | ------ | ------------------------------- |
| 1  | BR      | Artur Boruc                          | 20 lutego 1980 (28)                      | 33    | 0      | Celtic F.C.                     |
| 2  | OB      | Mariusz Jop                          | 3 sierpnia 1978 (29)                     | 23    | 0      | FK Moskwa                       |
| 3  | OB      | Jakub Wawrzyniak                     | 7 lipca 1983 (24)                        | 10    | 0      | Legia Warszawa                  |
| 4  | OB      | Paweł Golański                       | 12 października 1982 (25)                | 8     | 1      | Steaua Bukareszt                |
| 5  | PM      | Dariusz Dudka                        | 9 grudnia 1983 (24)                      | 25    | 2      | Wisła Kraków                    |
| 6  | OB      | Jacek Bąk                            | 24 marca 1973 (35)                       | 93    | 3      | Austria Wiedeń                  |
| 7  | NP      | Euzebiusz Smolarek                   | 9 stycznia 1981 (27)                     | 30    | 13     | Racing Santander                |
| 8  | PM      | Jacek Krzynówek                      | 15 maja 1976 (32)                        | 78    | 14     | VfL Wolfsburg                   |
| 9  | NP      | Maciej Żurawski                      | 12 września 1976 (31)                    | 70    | 17     | AE Larisa                       |
| 10 | PM      | Łukasz Garguła                       | 25 lutego 1981 (27)                      | 11    | 1      | GKS Bełchatów                   |
| 11 | NP      | Marek Saganowski                     | 31 października 1978 (29)                | 22    | 3      | Southampton F.C.                |
| 12 | BR      | Tomasz Kuszczak Wojciech Kowalewski  | 20 marca 1982 (26) 11 maja 1977 (31)     | 6 10  | 0      | Manchester United Korona Kielce |
| 13 | OB      | Marcin Wasilewski                    | 9 czerwca 1980 (27)                      | 26    | 1      | RSC Anderlecht                  |
| 14 | OB      | Michał Żewłakow                      | 22 kwietnia 1976 (32)                    | 76    | 2      | Olympiakos SFP                  |
| 15 | PM      | Michał Pazdan                        | 21 września 1987 (20)                    | 5     | 0      | Górnik Zabrze                   |
| 16 | PM      | Jakub Błaszczykowski Łukasz Piszczek | 14 grudnia 1985 (22) 3 czerwca 1985 (23) | 13 3  | 1 0    | Borussia Dortmund Hertha BSC    |
| 17 | PM      | Wojciech Łobodziński                 | 20 października 1982 (25)                | 15    | 2      | Wisła Kraków                    |
| 18 | PM      | Mariusz Lewandowski                  | 18 maja 1979 (29)                        | 46    | 3      | Szachtar Donieck                |
| 19 | PM      | Rafał Murawski                       | 9 października 1981 (26)                 | 9     | 1      | Lech Poznań                     |
| 20 | PM      | Roger Guerreiro                      | 25 maja 1982 (26)                        | 1     | 0      | Legia Warszawa                  |
| 21 | NP      | Tomasz Zahorski                      | 22 listopada 1984 (23)                   | 8     | 1      | Górnik Zabrze                   |
| 22 | BR      | Łukasz Fabiański                     | 18 kwietnia 1985 (23)                    | 7     | 0      | Arsenal F.C.                    |
| 23 | OB      | Adam Kokoszka                        | 6 października 1986 (21)                 | 7     | 2      | Wisła Kraków                    |

## Grupa C

### Francja
Trener:  Raymond Domenech (ur. 24 stycznia 1952)
| Nr | Pozycja | Zawodnik            | Data urodzenia (wiek) | Mecze | Bramki | Klub               |
| -- | ------- | ------------------- | --------------------- | ----- | ------ | ------------------ |
| 1  | BR      | Steve Mandanda      | 28 marca 1985 (23)    | 1     | 0      | Olimpique Marsylia |
| 2  | OB      | Jean-Alain Boumsong | 14 grudnia 1979 (28)  | 21    | 1      | Olympique Lyon     |
| 3  | OB      | Éric Abidal         | 11 lipca 1979 (28)    | 32    | 0      | FC Barcelona       |
| 4  | PM      | Patrick Vieira      | 23 czerwca 1976 (31)  | 101   | 6      | Inter Mediolan     |
| 5  | OB      | William Gallas      | 17 sierpnia 1977 (30) | 60    | 2      | Olympique Lyon     |
| 6  | PM      | Claude Makélélé     | 18 lutego 1973 (35)   | 65    | 0      | Chelsea F.C.       |
| 7  | PM      | Florent Malouda     | 13 czerwca 1980 (27)  | 19    | 3      | Chelsea F.C.       |
| 8  | NP      | Nicolas Anelka      | 14 marca 1979 (29)    | 44    | 11     | Chelsea F.C.       |
| 9  | NP      | Karim Benzema       | 19 grudnia 1987 (20)  | 9     | 3      | Olympique Lyon     |
| 10 | NP      | Sidney Govou        | 27 lipca 1979 (28)    | 23    | 3      | Olympique Lyon     |
| 11 | PM      | Samir Nasri         | 20 czerwca 1987 (20)  | 8     | 2      | Olympique Marsylia |
| 12 | NP      | Thierry Henry       | 17 sierpnia 1977 (30) | 99    | 44     | FC Barcelona       |
| 13 | OB      | Patrice Evra        | 15 maja 1981 (27)     | 9     | 0      | Manchester United  |
| 14 | OB      | François Clerc      | 18 kwietnia 1983 (25) | 9     | 0      | Olympique Lyon     |
| 15 | OB      | Lilian Thuram       | 1 stycznia 1972 (36)  | 137   | 2      | FC Barcelona       |
| 16 | BR      | Sébastien Frey      | 18 marca 1980 (28)    | 0     | 0      | ACF Fiorentina     |
| 17 | OB      | Sébastien Squillaci | 11 sierpnia 1980 (27) | 10    | 0      | Olympique Lyon     |
| 18 | NP      | Bafétimbi Gomis     | 6 sierpnia 1985 (22)  | 1     | 2      | AS Saint-Étienne   |
| 19 | OB      | Willy Sagnol        | 18 marca 1977 (31)    | 55    | 0      | Bayern Monachium   |
| 20 | PM      | Jérémy Toulalan     | 10 września 1983 (24) | 11    | 0      | Olympique Lyon     |
| 21 | PM      | Lassana Diarra      | 10 marca 1985 (23)    | 11    | 0      | Portsmouth F.C.    |
| 22 | PM      | Franck Ribéry       | 1 kwietnia 1983 (25)  | 24    | 2      | Bayern Monachium   |
| 23 | BR      | Grégory Coupet      | 31 grudnia 1972 (35)  | 29    | 0      | Olympique Lyon     |

### Holandia
Trener:  Marco van Basten (ur. 31 października 1964)
| Nr | Pozycja | Zawodnik                     | Data urodzenia (wiek)                     | Mecze | Bramki | Klub                        |
| -- | ------- | ---------------------------- | ----------------------------------------- | ----- | ------ | --------------------------- |
| 1  | BR      | Edwin van der Sar            | 29 października 1970 (37)                 | 122   | 0      | Manchester United           |
| 2  | OB      | André Ooijer                 | 11 lipca 1974 (33)                        | 33    | 2      | Blackburn Rovers            |
| 3  | OB      | John Heitinga                | 15 listopada 1983 (24)                    | 33    | 5      | AFC Ajax                    |
| 4  | OB      | Joris Mathijsen              | 5 kwietnia 1980 (28)                      | 27    | 2      | Hamburger SV                |
| 5  | OB      | Giovanni van Bronckhorst     | 5 lutego 1975 (33)                        | 73    | 4      | Feyenoord                   |
| 6  | PM      | Demy de Zeeuw                | 26 maja 1983 (25)                         | 10    | 0      | AZ Alkmaar                  |
| 7  | NP      | Robin van Persie             | 6 sierpnia 1983 (24)                      | 23    | 7      | Arsenal F.C.                |
| 8  | PM      | Orlando Engelaar             | 24 sierpnia 1979 (28)                     | 4     | 0      | FC Twente                   |
| 9  | NP      | Ruud van Nistelrooy          | 1 lipca 1976 (31)                         | 59    | 30     | Real Madryt                 |
| 10 | PM      | Wesley Sneijder              | 9 czerwca 1984 (23)                       | 42    | 8      | Real Madryt                 |
| 11 | PM      | Arjen Robben                 | 23 stycznia 1984 (24)                     | 31    | 8      | Real Madryt                 |
| 12 | OB      | Mario Melchiot               | 4 listopada 1976 (31)                     | 19    | 0      | Wigan Athletic              |
| 13 | BR      | Henk Timmer                  | 3 grudnia 1971 (36)                       | 4     | 0      | Feyenoord                   |
| 14 | OB      | Wilfred Bouma                | 15 czerwca 1978 (29)                      | 32    | 2      | Aston Villa                 |
| 15 | OB      | Tim de Cler                  | 8 listopada 1978 (29)                     | 10    | 0      | Feyenoord                   |
| 16 | BR      | Maarten Stekelenburg         | 22 września 1982 (25)                     | 11    | 0      | AFC Ajax                    |
| 17 | PM      | Nigel de Jong                | 30 listopada 1984 (23)                    | 19    | 0      | Hamburger SV                |
| 18 | NP      | Dirk Kuijt                   | 22 lipca 1980 (27)                        | 35    | 6      | Liverpool F.C.              |
| 19 | NP      | Klaas-Jan Huntelaar          | 12 sierpnia 1983 (24)                     | 12    | 7      | AFC Ajax                    |
| 20 | OB      | Ibrahim Afellay              | 2 kwietnia 1986 (22)                      | 3     | 0      | PSV Eindhoven               |
| 21 | NP      | Ryan Babel Khalid Boulahrouz | 19 grudnia 1986 (21) 28 grudnia 1981 (26) | 22    | 4 0    | Liverpool F.C. Chelsea F.C. |
| 22 | NP      | Jan Vennegoor of Hesselink   | 7 listopada 1978 (29)                     | 14    | 3      | Celtic F.C.                 |
| 23 | PM      | Rafael van der Vaart         | 11 lutego 1983 (25)                       | 50    | 12     | Hamburger SV                |

### Rumunia
Trener:  Victor Pițurcă (ur. 8 maja 1956)
| Nr | Pozycja | Zawodnik          | Data urodzenia (wiek)     | Mecze | Bramki | Klub                  |
| -- | ------- | ----------------- | ------------------------- | ----- | ------ | --------------------- |
| 1  | BR      | Bogdan Lobonț     | 18 stycznia 1978 (30)     | 63    | 0      | FC Dinamo Bukareszt   |
| 2  | OB      | Cosmin Contra     | 15 grudnia 1975 (32)      | 63    | 7      | Getafe CF             |
| 3  | OB      | Răzvan Raț        | 26 maja 1981 (27)         | 48    | 1      | Szachtar Donieck      |
| 4  | OB      | Gabriel Tamaș     | 9 listopada 1983 (24)     | 32    | 2      | AJ Auxerre            |
| 5  | OB      | Cristian Chivu    | 26 października 1980 (27) | 59    | 3      | Inter Mediolan        |
| 6  | PM      | Mirel Rădoi       | 22 marca 1981 (27)        | 43    | 1      | Steaua Bukareszt      |
| 7  | PM      | Florentin Petre   | 15 stycznia 1976 (32)     | 50    | 5      | CSKA Sofia            |
| 8  | PM      | Paul Codrea       | 4 kwietnia 1981 (27)      | 32    | 1      | AC Siena              |
| 9  | NP      | Ciprian Marica    | 2 października 1985 (22)  | 24    | 8      | VfB Stuttgart         |
| 10 | NP      | Adrian Mutu       | 8 stycznia 1979 (29)      | 61    | 28     | ACF Fiorentina        |
| 7  | PM      | Răzvan Cociș      | 19 lutego 1983 (24)       | 21    | 1      | Lokomotiw Moskwa      |
| 12 | BR      | Marius Popa       | 31 lipca 1978 (29)        | 2     | 0      | Politehnica Timișoara |
| 13 | OB      | Cristian Săpunaru | 5 kwietnia 1984 (24)      | 1     | 0      | Rapid Bukareszt       |
| 14 | OB      | Sorin Ghionea     | 11 maja 1979 (29)         | 10    | 0      | Steaua Bukareszt      |
| 15 | OB      | Dorin Goian       | 12 grudnia 1980 (26)      | 19    | 3      | Steaua Bukareszt      |
| 16 | PM      | Bănel Nicoliță    | 7 stycznia 1985 (23)      | 19    | 1      | Steaua Bukareszt      |
| 17 | OB      | Cosmin Moți       | 3 grudnia 1984 (23)       | 2     | 0      | FC Dinamo Bukareszt   |
| 18 | NP      | Marius Niculae    | 16 maja 1981 (27)         | 30    | 13     | Inverness F.C.        |
| 19 | PM      | Adrian Cristea    | 30 listopada 1983 (24)    | 6     | 0      | FC Dinamo Bukareszt   |
| 20 | PM      | Nicolae Dică      | 9 maja 1980 (28)          | 25    | 8      | Steaua Bukareszt      |
| 21 | NP      | Daniel Niculae    | 6 października 1982 (25)  | 22    | 5      | AJ Auxerre            |
| 22 | OB      | Ștefan Radu       | 22 października 1986 (21) | 8     | 0      | FC Dinamo Bukareszt   |
| 23 | BR      | Eduard Stăncioiu  | 3 marca 1981 (27)         | 1     | 0      | CFR Cluj              |

### Włochy
Trener:  Roberto Donadoni (ur. 9 września 1963)
| Nr | Pozycja | Zawodnik                             | Data urodzenia (wiek)                       | Mecze | Bramki | Klub                       |
| -- | ------- | ------------------------------------ | ------------------------------------------- | ----- | ------ | -------------------------- |
| 1  | BR      | Gianluigi Buffon                     | 28 stycznia 1978 (30)                       | 82    | 0      | Juventus F.C.              |
| 2  | OB      | Christian Panucci                    | 12 kwietnia 1973 (35)                       | 53    | 3      | AS Roma                    |
| 3  | OB      | Fabio Grosso                         | 28 listopada 1977 (31)                      | 31    | 3      | Olympique Lyon             |
| 4  | OB      | Giorgio Chiellini                    | 14 sierpnia 1984 (23)                       | 10    | 1      | Juventus F.C.              |
| 5  | OB      | Fabio Cannavaro Alessandro Gamberini | 13 września 1973 (34) 27 sierpnia 1981 (26) | 116 2 | 2 0    | Real Madryt ACF Fiorentina |
| 6  | OB      | Andrea Barzagli                      | 8 maja 1981 (27)                            | 22    | 0      | US Palermo                 |
| 7  | NP      | Alessandro Del Piero                 | 9 listopada 1974 (33)                       | 86    | 27     | Juventus F.C.              |
| 8  | PM      | Gennaro Gattuso                      | 9 stycznia 1978 (30)                        | 58    | 1      | A.C. Milan                 |
| 9  | NP      | Luca Toni                            | 26 maja 1977 (31)                           | 34    | 15     | Bayern Monachium           |
| 10 | PM      | Daniele De Rossi                     | 24 lipca 1983 (24)                          | 33    | 4      | AS Roma                    |
| 11 | NP      | Antonio Di Natale                    | 13 października 1977 (30)                   | 18    | 7      | Udinese Calcio             |
| 12 | NP      | Marco Borriello                      | 18 czerwca 1982 (29)                        | 3     | 0      | Genoa CFC                  |
| 13 | PM      | Massimo Ambrosini                    | 29 maja 1977 (31)                           | 31    | 0      | A.C. Milan                 |
| 14 | BR      | Marco Amelia                         | 2 kwietnia 1982 (26)                        | 6     | 0      | AS Livorno Calcio          |
| 15 | NP      | Fabio Quagliarella                   | 31 stycznia 1983 (25)                       | 8     | 3      | Udinese Calcio             |
| 16 | PM      | Mauro Camoranesi                     | 4 października 1976 (31)                    | 35    | 4      | Juventus F.C.              |
| 17 | BR      | Morgan De Sanctis                    | 26 marca 1977 (31)                          | 2     | 0      | Sevilla FC                 |
| 18 | NP      | Antonio Cassano                      | 12 lipca 1982 (25)                          | 11    | 3      | UC Sampdoria               |
| 19 | OB      | Gianluca Zambrotta                   | 19 lutego 1977 (31)                         | 71    | 2      | A.C. Milan                 |
| 20 | PM      | Simone Perrotta                      | 17 września 1977 (30)                       | 41    | 2      | AS Roma                    |
| 21 | PM      | Andrea Pirlo                         | 19 maja 1979 (29)                           | 46    | 6      | A.C. Milan                 |
| 22 | PM      | Alberto Aquilani                     | 7 lipca 1984 (23)                           | 5     | 0      | AS Roma                    |
| 23 | OB      | Marco Materazzi                      | 19 sierpnia 1973 (34)                       | 40    | 2      | Inter Mediolan             |

## Grupa D

### Grecja
Trener:  Otto Rehhagel (ur. 9 sierpnia 1938)
| Nr | Pozycja | Zawodnik              | Data urodzenia (wiek)     | Mecze | Bramki | Klub                |
| -- | ------- | --------------------- | ------------------------- | ----- | ------ | ------------------- |
| 1  | BR      | Andonios Nikopolidis  | 14 października 1971 (36) | 85    | 0      | Olympiakos SFP      |
| 2  | OB      | Jurkas Seitaridis     | 4 czerwca 1981 (27)       | 54    | 1      | Atlético Madryt     |
| 3  | OB      | Christos Patsadzoglu  | 19 marca 1979 (29)        | 27    | 1      | Olympiakos SFP      |
| 4  | OB      | Nikos Spiropulos      | 10 października 1983 (24) | 4     | 0      | Panathinaikos AO    |
| 5  | OB      | Traianos Delas        | 31 stycznia 1976 (32)     | 40    | 1      | AEK Ateny           |
| 6  | PM      | Angelos Basinas       | 3 stycznia 1976 (32)      | 86    | 7      | RCD Mallorca        |
| 7  | NP      | Jorgos Samaras        | 21 lutego 1985 (23)       | 16    | 3      | Manchester City     |
| 8  | PM      | Stelios Janakopulos   | 12 lipca 1974 (33)        | 73    | 12     | Bolton Wanderers    |
| 9  | NP      | Angelos Charisteas    | 9 lutego 1980 (28)        | 63    | 18     | 1. FC Nürnberg      |
| 10 | PM      | Jorgos Karangunis     | 6 marca 1977 (31)         | 72    | 6      | Panathinaikos AO    |
| 11 | OB      | Lukas Windra          | 5 lutego 1981 (27)        | 17    | 0      | Panathinaikos AO    |
| 12 | BR      | Konstandinos Chalkias | 30 maja 1974 (34)         | 14    | 0      | Aris FC             |
| 13 | BR      | Aleksandros Dzorwas   | 12 sierpnia 1982 (25)     | 0     | 0      | OFI Kreta           |
| 14 | NP      | Dimitris Salpingidis  | 10 sierpnia 1981 (26)     | 19    | 1      | Panathinaikos AO    |
| 15 | OB      | Wasilis Torosidis     | 10 czerwca 1985 (22)      | 11    | 0      | Olympiakos SFP      |
| 16 | OB      | Sotiris Kirjakos      | 23 lipca 1979 (28)        | 36    | 4      | Eintracht Frankfurt |
| 17 | NP      | Teofanis Gekas        | 23 maja 1980 (28)         | 25    | 6      | Bayer 04 Leverkusen |
| 18 | OB      | Janis Gumas           | 24 maja 1975 (33)         | 45    | 0      | Panathinaikos AO    |
| 19 | OB      | Paraskiewas Andzas    | 18 sierpnia 1976 (31)     | 22    | 0      | Olympiakos SFP      |
| 20 | NP      | Janis Amanatidis      | 3 grudnia 1981 (26)       | 24    | 2      | Eintracht Frankfurt |
| 21 | PM      | Kostas Katsuranis     | 26 czerwca 1979 (28)      | 47    | 6      | SL Benfica          |
| 22 | PM      | Aleksandros Dziolis   | 13 lutego 1985 (23)       | 8     | 0      | Panathinaikos AO    |
| 23 | NP      | Nikolaos Limberopulos | 4 sierpnia 1975 (32)      | 58    | 12     | AEK Ateny           |

### Hiszpania
Trener:  Luis Aragonés (ur. 28 lipca 1938)
| Nr | Pozycja | Zawodnik         | Data urodzenia (wiek)     | Mecze | Bramki | Klub           |
| -- | ------- | ---------------- | ------------------------- | ----- | ------ | -------------- |
| 1  | BR      | Iker Casillas    | 20 maja 1981 (27)         | 75    | 0      | Real Madryt    |
| 2  | OB      | Raúl Albiol      | 4 września 1985 (22)      | 2     | 0      | Valencia CF    |
| 3  | OB      | Fernando Navarro | 25 czerwca 1982 (25)      | 0     | 0      | RCD Mallorca   |
| 4  | OB      | Carlos Marchena  | 31 lipca 1979 (28)        | 28    | 1      | Valencia CF    |
| 5  | OB      | Carles Puyol     | 13 kwietnia 1978 (30)     | 58    | 1      | FC Barcelona   |
| 6  | PM      | Andrés Iniesta   | 11 maja 1984 (24)         | 22    | 4      | FC Barcelona   |
| 7  | NP      | David Villa      | 3 grudnia 1981 (26)       | 30    | 13     | Valencia CF    |
| 8  | PM      | Xavi             | 25 stycznia 1980 (28)     | 55    | 6      | FC Barcelona   |
| 9  | NP      | Fernando Torres  | 20 marca 1984 (24)        | 46    | 15     | Liverpool F.C. |
| 10 | PM      | Cesc Fàbregas    | 4 maja 1987 (21)          | 23    | 0      | Arsenal F.C.   |
| 11 | OB      | Joan Capdevila   | 3 lutego 1978 (30)        | 14    | 2      | Villarreal CF  |
| 12 | PM      | Santi Cazorla    | 13 grudnia 1984 (23)      | 0     | 0      | Villarreal CF  |
| 13 | BR      | Andrés Palop     | 22 października 1973 (34) | 0     | 0      | Sevilla FC     |
| 14 | PM      | Xabi Alonso      | 25 listopada 1981 (26)    | 40    | 1      | Liverpool F.C. |
| 15 | OB      | Sergio Ramos     | 30 marca 1986 (22)        | 31    | 4      | Real Madryt    |
| 16 | NP      | Sergio García    | 9 czerwca 1983 (24)       | 0     | 0      | Real Saragossa |
| 17 | NP      | Daniel Güiza     | 17 sierpnia 1980 (27)     | 2     | 0      | RCD Mallorca   |
| 18 | OB      | Álvaro Arbeloa   | 17 stycznia 1983 (25)     | 1     | 0      | Liverpool F.C. |
| 19 | PM      | Marcos Senna     | 17 lipca 1976 (31)        | 7     | 0      | Villarreal CF  |
| 20 | OB      | Juanito          | 23 lipca 1976 (31)        | 20    | 2      | Real Betis     |
| 21 | PM      | David Silva      | 8 stycznia 1986 (22)      | 11    | 2      | Valencia CF    |
| 22 | PM      | Rubén de la Red  | 5 czerwca 1985 (23)       | 0     | 0      | Getafe CF      |
| 23 | BR      | José Reina       | 31 sierpnia 1982 (25)     | 9     | 0      | Liverpool F.C. |

### Rosja
Trener:  Guus Hiddink (ur. 8 listopada 1946)
| Nr | Pozycja | Zawodnik                       | Data urodzenia (wiek)                      | Mecze | Bramki | Klub                                    |
| -- | ------- | ------------------------------ | ------------------------------------------ | ----- | ------ | --------------------------------------- |
| 1  | BR      | Igor Akinfiejew                | 8 kwietnia 1986 (22)                       | 20    | 0      | CSKA Moskwa                             |
| 2  | OB      | Wasilij Bieriezucki            | 20 czerwca 1982 (26)                       | 29    | 1      | CSKA Moskwa                             |
| 3  | OB      | Renat Janbajew                 | 7 kwietnia 1984 (24)                       | 2     | 0      | Lokomotiw Moskwa                        |
| 4  | OB      | Siergiej Ignaszewicz           | 14 lipca 1979 (28)                         | 37    | 3      | CSKA Moskwa                             |
| 5  | OB      | Aleksiej Bieriezucki           | 20 czerwca 1982 (26)                       | 32    | 0      | CSKA Moskwa                             |
| 6  | NP      | Roman Adamow                   | 21 czerwca 1982 (25)                       | 2     | 0      | FK Moskwa                               |
| 7  | PM      | Dmitrij Torbinski              | 28 kwietnia 1984 (24)                      | 11    | 1      | Lokomotiw Moskwa                        |
| 8  | OB      | Dienis Kołodin                 | 11 stycznia 1982 (26)                      | 13    | 0      | Dinamo Moskwa                           |
| 9  | NP      | Iwan Sajenko                   | 17 października 1983 (24)                  | 7     | 0      | 1. FC Nürnberg                          |
| 10 | NP      | Andriej Arszawin               | 29 maja 1981 (27)                          | 34    | 11     | Zenit Petersburg                        |
| 11 | PM      | Siergiej Siemak                | 27 lutego 1976 (32)                        | 46    | 4      | Rubin Kazań                             |
| 12 | BR      | Władimir Gabułow               | 19 października 1983 (24)                  | 5     | 0      | Kubań Krasnodar                         |
| 13 | NP PM   | Pawieł Pogriebniak Oleg Iwanow | 8 listopada 1983 (24) 4 sierpnia 1986 (21) | 9 0   | 4 0    | Zenit Petersburg Krylja Sowietow Samara |
| 14 | OB      | Roman Szirokow                 | 6 lipca 1981 (26)                          | 4     | 0      | Zenit Petersburg                        |
| 15 | PM      | Dinijar Bilaletdinow           | 27 lutego 1985 (23)                        | 23    | 2      | Lokomotiw Moskwa                        |
| 16 | BR      | Wiaczesław Małafiejew          | 4 marca 1979 (29)                          | 16    | 0      | Zenit Petersburg                        |
| 17 | PM      | Konstantin Zyrianow            | 5 października 1977 (30)                   | 12    | 2      | Zenit Petersburg                        |
| 18 | PM      | Jurij Żyrkow                   | 20 sierpnia 1983 (24)                      | 19    | 0      | CSKA Moskwa                             |
| 19 | NP      | Roman Pawluczenko              | 15 grudnia 1981 (26)                       | 17    | 6      | Spartak Moskwa                          |
| 20 | PM      | Igor Siemszow                  | 6 kwietnia 1978 (30)                       | 27    | 0      | Dinamo Moskwa                           |
| 21 | NP      | Dmitrij Syczow                 | 26 października 1983 (24)                  | 41    | 15     | Lokomotiw Moskwa                        |
| 22 | OB      | Aleksandr Aniukow              | 28 września 1982 (25)                      | 32    | 1      | Zenit Petersburg                        |
| 23 | PM      | Władimir Bystrow               | 31 stycznia 1984 (24)                      | 20    | 4      | Spartak Moskwa                          |

### Szwecja
Trener:  Lars Lagerbäck (ur. 16 lipca 1948)
| Nr | Pozycja | Zawodnik              | Data urodzenia (wiek)    | Mecze | Bramki | Klub             |
| -- | ------- | --------------------- | ------------------------ | ----- | ------ | ---------------- |
| 1  | BR      | Andreas Isaksson      | 3 października 1981 (26) | 56    | 0      | Manchester City  |
| 2  | OB      | Mikael Nilsson        | 24 czerwca 1978 (29)     | 47    | 3      | Panathinaikos AO |
| 3  | OB      | Olof Mellberg         | 3 września 1977 (30)     | 82    | 4      | Aston Villa      |
| 4  | OB      | Petter Hansson        | 14 grudnia 1976 (31)     | 32    | 1      | Stade Rennais    |
| 5  | OB      | Fredrik Stoor         | 28 lutego 1984 (24)      | 5     | 0      | Rosenborg BK     |
| 6  | PM      | Tobias Linderoth      | 21 kwietnia 1979 (29)    | 75    | 1      | Galatasaray SK   |
| 7  | PM      | Niclas Alexandersson  | 19 grudnia 1971 (36)     | 108   | 7      | IFK Göteborg     |
| 8  | PM      | Anders Svensson       | 17 lipca 1976 (31)       | 90    | 15     | IF Elfsborg      |
| 9  | PM      | Fredrik Ljungberg     | 16 kwietnia 1977 (31)    | 72    | 14     | West Ham United  |
| 10 | NP      | Zlatan Ibrahimović    | 3 października 1981 (26) | 50    | 18     | Inter Mediolan   |
| 11 | NP      | Johan Elmander        | 27 maja 1981 (27)        | 35    | 11     | Toulouse FC      |
| 12 | BR      | Rami Shaaban          | 30 czerwca 1975 (32)     | 16    | 0      | Hammarby IF      |
| 13 | BR      | Johan Wiland          | 24 stycznia 1981 (27)    | 3     | 0      | IF Elfsborg      |
| 14 | OB      | Daniel Majstorović    | 5 kwietnia 1977 (31)     | 15    | 1      | FC Basel         |
| 15 | OB      | Andreas Granqvist     | 16 kwietnia 1985 (23)    | 3     | 0      | Wigan Athletic   |
| 16 | PM      | Kim Källström         | 24 sierpnia 1982 (25)    | 55    | 8      | Olympique Lyon   |
| 17 | NP      | Henrik Larsson        | 20 września 1971 (36)    | 95    | 36     | Helsingborgs IF  |
| 18 | PM      | Sebastian Larsson     | 6 czerwca 1985 (23)      | 4     | 0      | Birmingham City  |
| 19 | PM      | Daniel Andersson      | 28 sierpnia 1977 (30)    | 62    | 0      | Malmö FF         |
| 20 | NP      | Marcus Allbäck        | 5 lipca 1973 (34)        | 73    | 30     | FC København     |
| 21 | PM      | Christian Wilhelmsson | 8 grudnia 1979 (28)      | 51    | 4      | FC Nantes        |
| 22 | NP      | Markus Rosenberg      | 27 września 1982 (25)    | 21    | 6      | Werder Brema     |
| 23 | OB      | Mikael Dorsin         | 6 października 1981 (26) | 12    | 0      | CFR Cluj         |

1. ↑  Kuszczak doznał kontuzji na treningu tuż przed mistrzostwami.
2. ↑  Błaszczykowski nie zagrał na mistrzostwach przez uraz na zgrupowaniu.